# Hans-Joachim Schulz-Merkel

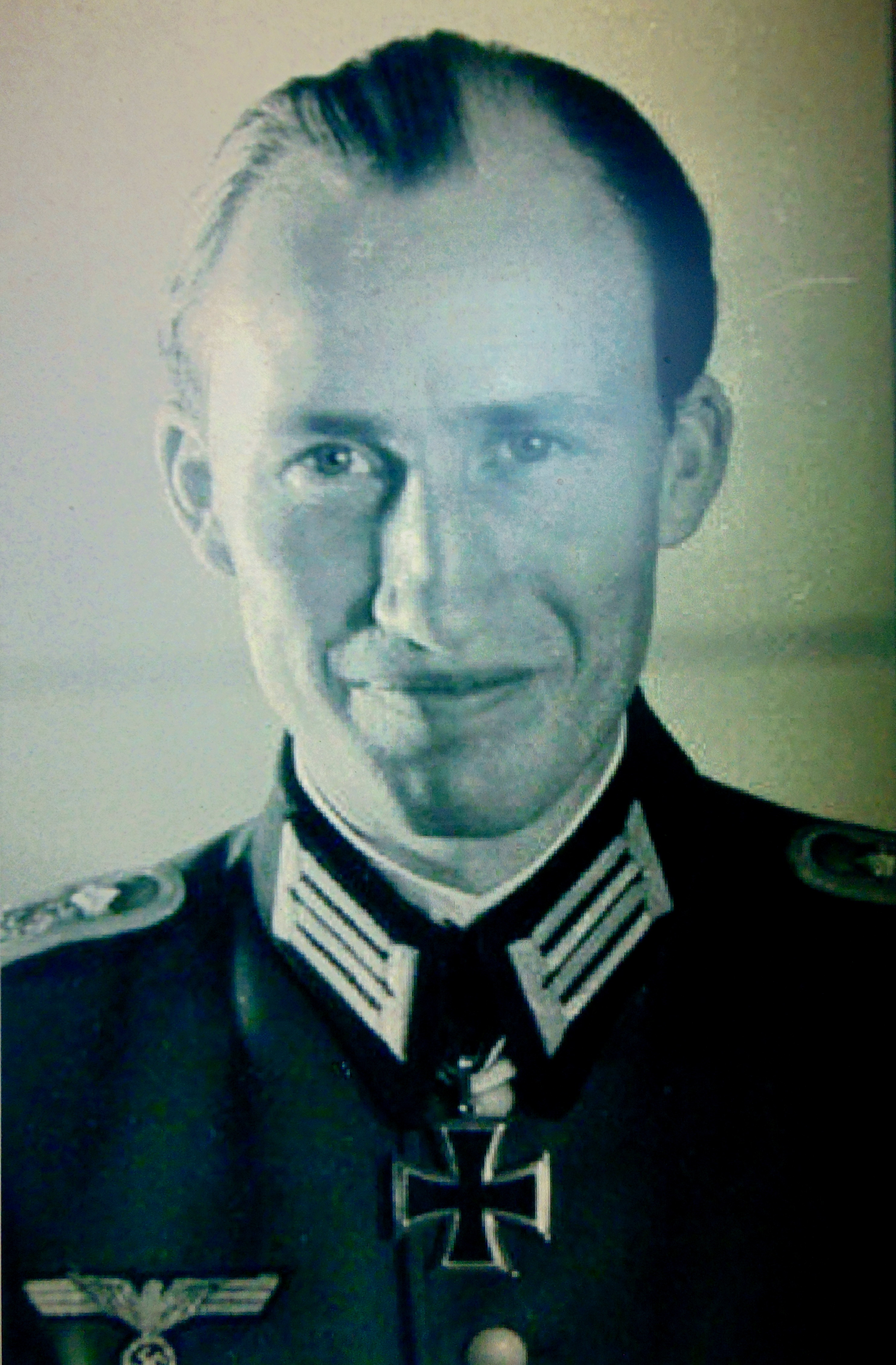
Schulz-Merkel (1944)

Hans-Joachim Schulz-Merkel (* 6. April 1913 in Oppeln; † 2. September 2000 in Marktoberdorf) war ein deutscher Arzt, Sanitätsoffizier und Medizinalbeamter.

## Leben
Als Sohn des königlichen Kreisarztes und Leibarztes der Schwester von Wilhelm II., des Medizinalrates Dr. Otto Schulz-Merkel, war Hans-Joachim Schulz-Merkel ein Patenkind des Kaisers. Im März 1933 machte Schulz-Merkel das Abitur am Ratsgymnasium Goslar.
1933 trat er als Fahnenjunker in das Infanterieregiment 15 der Reichswehr ein. Er studierte an der Hessischen Ludwigs-Universität, der Ludwig-Maximilians-Universität und der Friedrich-Wilhelms-Universität Berlin Medizin. Er wurde im Corps Makaria München (1933) und im Kartellcorps Borussia Berlin (1934) aktiv. 1939 nach dem Staatsexamen in Berlin als Arzt approbiert, wurde er zum Dr. med. promoviert und 1942 zum Stabsarzt befördert. Als Truppenarzt der I. Abteilung des Panzer-Regiments 35 im Mittelabschnitt der Ostfront (Zweiter Weltkrieg) übernahm er am 22. Juli 1943 die Führung der 1. Abteilung, nachdem der Abteilungskommandeur Major Hans-Detloff von Cossel bei einem Gefecht mit sowjetischen Panzern in Now. Slobodka gefallen war. Beim  Angriff des Regiments auf Korowatitschi am 19. November 1943 übernahm  er anstelle des erkrankten Abteilungskommandeurs erneut die Führung der I. Abteilung. Dabei wurden 22 Panzer und 9 Panzerabwehrkanonen vernichtet und 250 Soldaten der Roten Armee getötet. Schulz-Merkel wurde verwundet und musste die Führung abgeben. Für diesen Einsatz erhielt er am 23. Dezember 1943 das Ritterkreuz des Eisernen Kreuzes. Er wurde zur 1. Kompanie im Feldersatz-Bataillon 84 versetzt und war zuletzt Oberstabsarzt.
Nach dem Krieg wurde Schulz-Merkel Medizinalbeamter. Er lebte in Marktoberdorf im Allgäu, wo er das Gesundheitsamt leitete. Er wurde als Leitender Medizinaldirektor pensioniert und starb mit 87 Jahren. Auf das ihm als Ritterkreuzträger zustehende Begräbnis mit militärischem Ehrengeleit verzichtete er. Sein Sohn Detloff trägt den Namen des gefallenen Abteilungskommandeurs. Er wurde ebenfalls bei Makaria München aktiv und war praktischer Arzt in Kempten.

## Rezeption und Kritik
Der ehemalige Oberfeldwebel Hans Luther schrieb über seinen Kriegseinsatz in der Sanitätsstaffel des ehemaligen Panzer-Regiments 35 das Buch SOS im Panzersturm und widmete es Hans-Joachim Schulz-Merkel, in dem er auch als „Panzerdoktor“ bezeichnet wurde. Dieses Buch ließ Luther im Selbstverlag drucken. Im Foyer der Sanitätsakademie der Bundeswehr hing neben dem nach Hans Scholl benannten Auditorium Maximum eine Gedenkwand mit Ritterkreuzträgern des Sanitätsdienstes, darunter Schulz-Merkel und Ernst Gadermann. Der Theologe und Traditionspflegekritiker Jakob Knab äußerte diesbezüglich, dass für Schulz-Merkel und Gadermann nicht der Spruch Peter Bamms gilt,  dass über dem Sanitätsdienst und den Lazaretten an der Ostfront die „unsichtbare Flagge der Humanität“ wehte. Die Gedenkwand musste 2013 „im Rahmen von Modernisierungsmaßnahmen“ abgenommen werden. Seither stehen in diesem Bereich fünf Informationssäulen „mit wesentlichen Elementen über das Traditionsverständnis des Sanitätsdienstes der Bundeswehr“.

## Auszeichnungen
- 24. Juni 1940: Eisernes Kreuz II. Klasse
- 4. Juli 1940: Verwundetenabzeichen in Schwarz
- 23. Juli 1940: Eisernes Kreuz I. Klasse
- Medaille Winterschlacht im Osten 1941/42
- 21. Oktober 1943: Deutsches Kreuz in Gold
- 23. Dezember 1943: Ritterkreuz des Eisernen Kreuzes[14]
- 28. August 1944: Panzerkampfabzeichen in Silber mit Einsatzzahl 25 (2. Stufe)

## Schriften
- Erfolge der operativen Behandlung des Nasenrachenfibroms. Dissertation Universität Berlin, Charlottenburg 1941.